# リヒトラブ
株式会社リヒトラブ (英: LIHIT LAB.,INC.) は、大阪市中央区農人橋に本社を置く事務用品メーカー。東京証券取引所スタンダード市場、名古屋証券取引所メイン市場上場。
主に企業・事務所向けの事務用品を扱うメーカーで、ファイル、バインダー、パンチなどのほか、医療用のカルテや各種ケース、サインプレートなども製作する。

## 沿革
- 1938年 - 創業者の田中経人が田中経人商会を設立。
- 1940年 - スプリングファイルを製作。
- 1948年 - リヒト産業株式会社を設立。
- 1962年 - 大阪証券取引所市場第2部上場。
- 1972年 - 名古屋証券取引所市場第2部上場。
- 1991年 - 株式会社リヒトラブに社名を変更。
- 1993年 医療事務用品を「LIHIT MED.」ブランドとする。
- 1996年 - 「LIHIT SIG.」ブランドを発表。
- 2005年 - ベトナム現地法人工場が竣工。
- 2013年 - 東京証券取引所市場第2部に上場。
- 2016年 - スタンドペンケースが「日本文具大賞」機能部門で優秀賞を受賞。

## 事業所
- 本社 - 大阪府大阪市中央区
- 支店 - 東京都中央区
- 静岡事業部・工場、物流センター - 静岡県菊川市
- 営業所 - 札幌、名古屋、大阪、広島、福岡、

## 主な商品

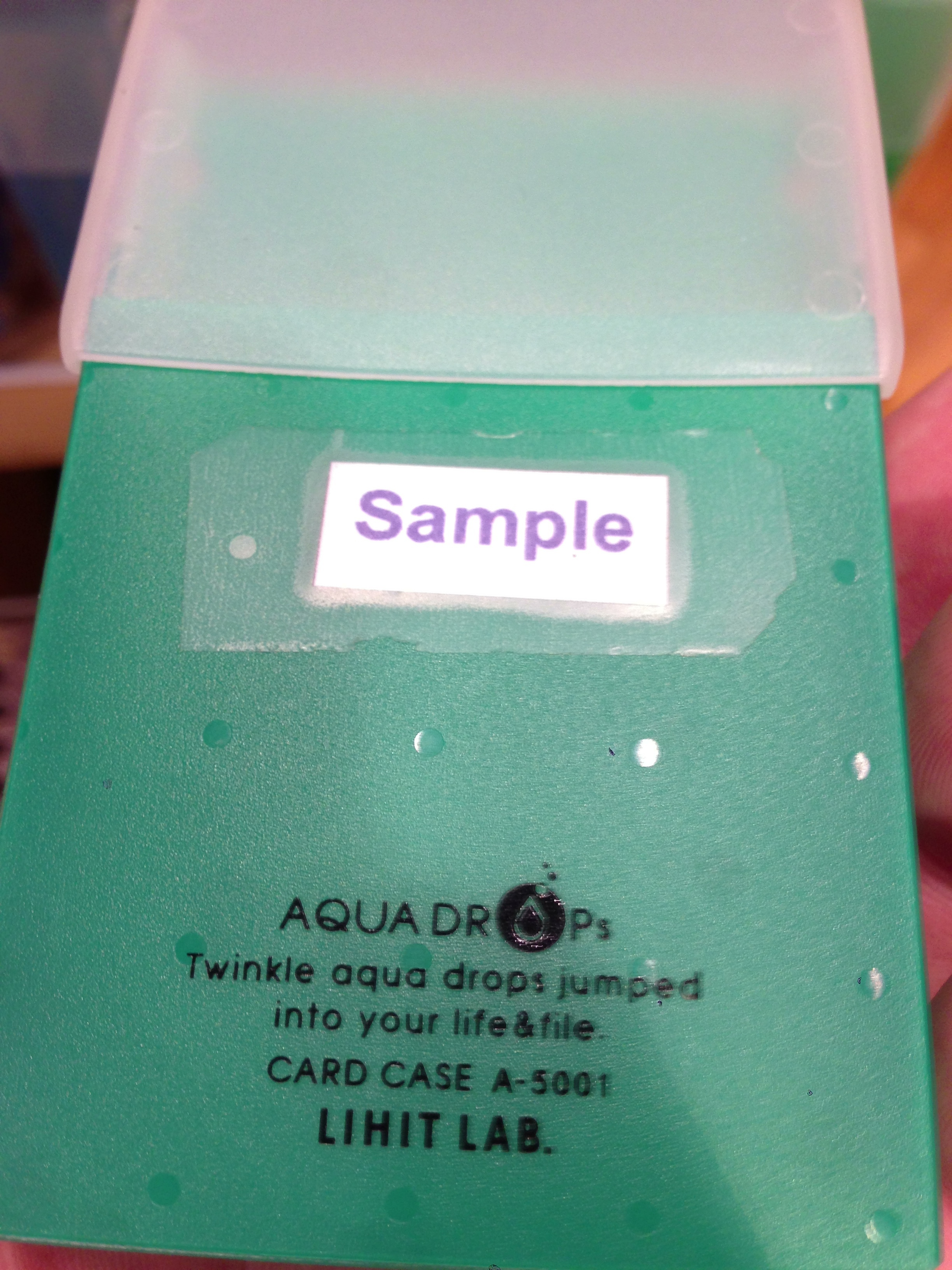
AQUA DROPs カードケース

各種ファイル、クリヤーブック、収納ケース、ノート、バインダー、写真や葉書、名刺などの各種整理用品、図面整理用品、パンチ、ドリル、メディカル用品など